# Maneki-neko

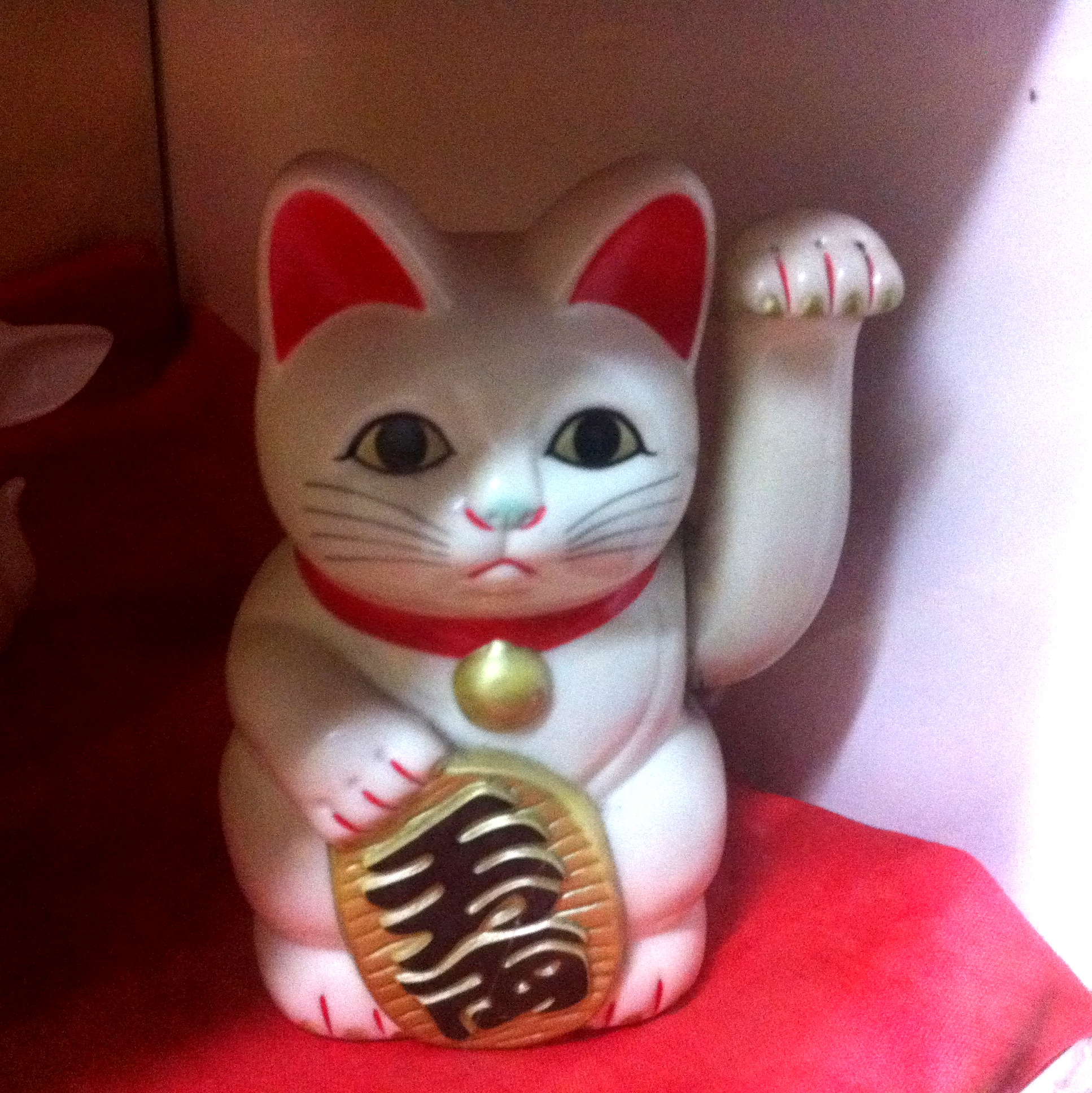
Maneki-neko na versão original

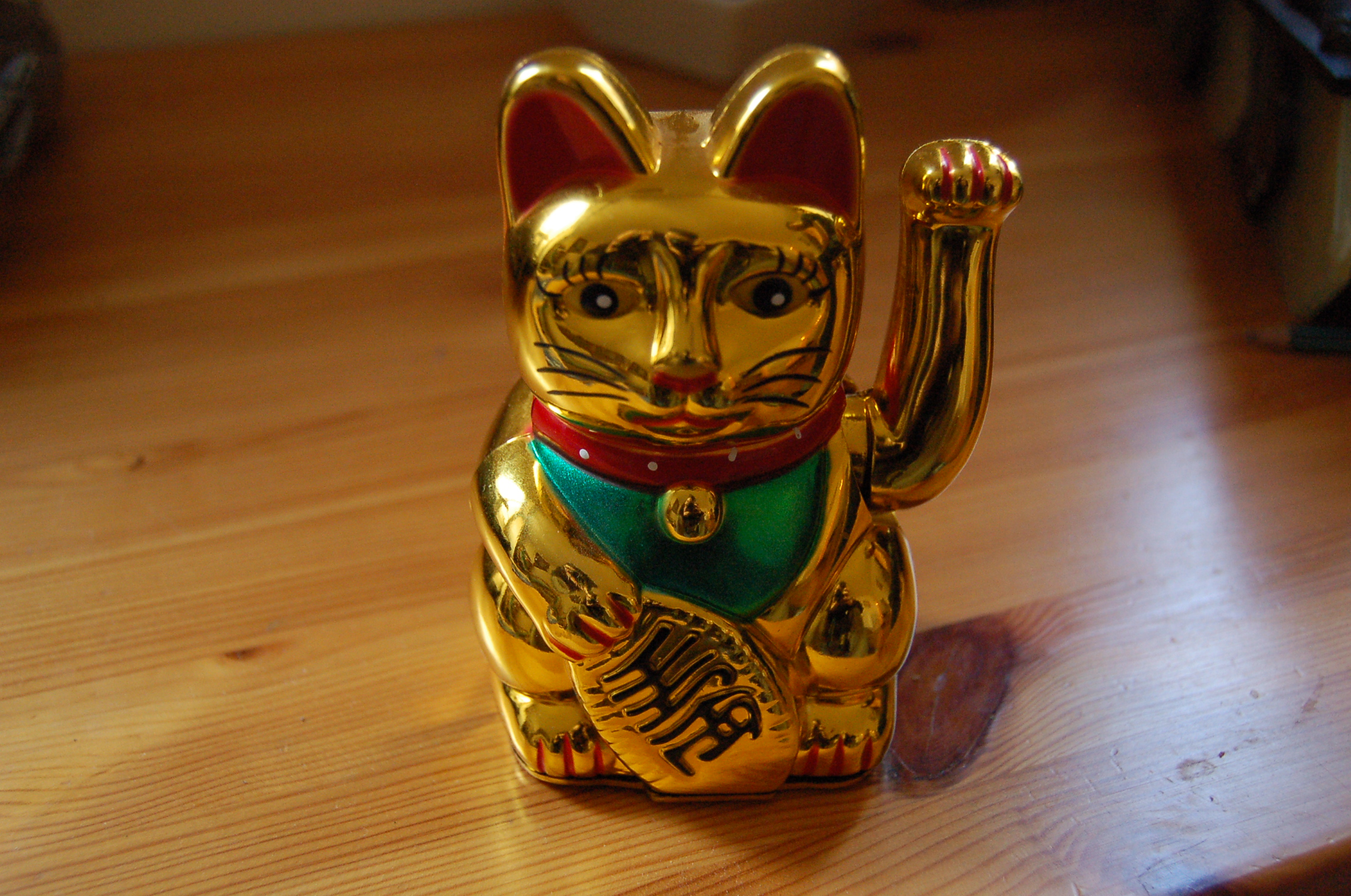
Maneki-neko dourado

Maneki-neko (招き猫, literalmente conhecido como gato que convida), também conhecido como Gato da Sorte, Gato do Dinheiro ou da Boa Sorte é uma escultura asiática comum, na maior parte das vezes feita em cerâmica, que se crê trazer boa sorte ao seu dono. A escultura mostra um gato (tradicionalmente um Bobtail Japonês) a acenar com uma pata levantada, e é muitas vezes colocado em lojas, restaurantes, salas de Pachinko e de outros negócios, quase sempre à entrada. Algumas das figuras são eléctricas, funcionam a pilhas ou são alimentados por energia solar, e efectuam um pequeno movimento de pata, a acenar. No design das figuras, a pata direita levantada supostamente atrai dinheiro, enquanto uma pata esquerda levantada atrai clientes. Os Maneki-neko surgem com cores, estilos e graus de ornamentação diferentes. Além das figuras de porcelana, os Maneki-neko podem ter a forma de porta-chaves, mealheiros, aromatizadores de ambiente e ornamentos variados.
Para os ocidentais pode parecer que o Maneki-neko está a acenar e não a sinalizar para chamar a atenção. Isto se deve à diferença entre gestos e linguagem corporal reconhecida pelos ocidentais e pelos japoneses, sendo que os japoneses utilizam o gesto de mão levantada com a palma para fora, dobrando os dedos para cima e para baixo para chamar a atenção de alguém; daí o aspecto do gato. Alguns Maneki-neko feitos especificamente para os mercados ocidentais têm a pata com a palma voltada para dentro, num gesto de "chamamento" mais familiar para os ocidentais.

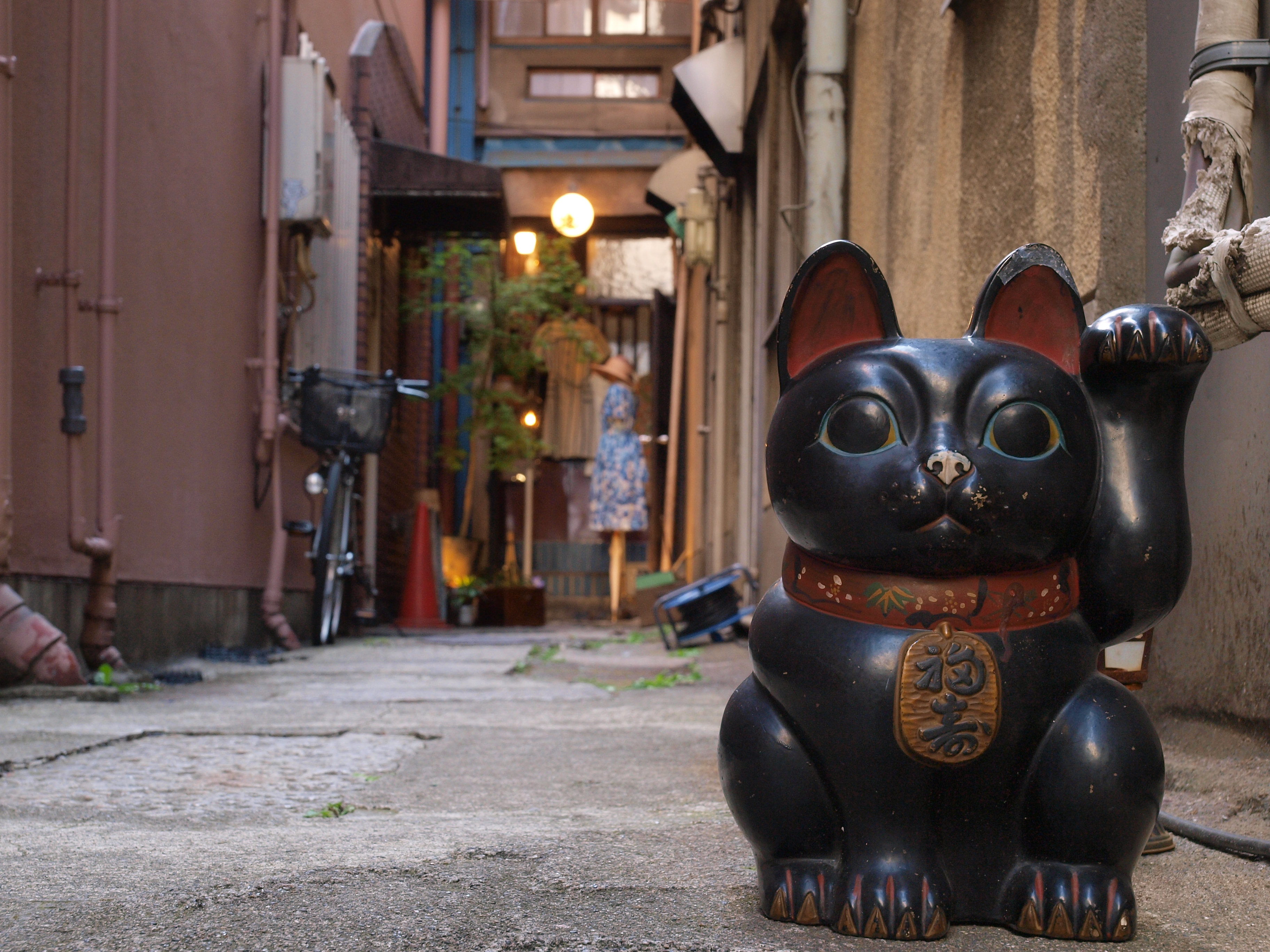
Maneki-neko na versão preta como prova de que "Gato Preto" não dá azar.

## Significado das cores do Maneki-neko
Embora o Maneki-neko branco seja o mais popular, existem algumas variações de cores e cada uma tem um significado especial:
• Maneki-neko Branco: Traz Sorte e Felicidade
• Maneki-neko Preto: Afasta os Maus Espíritos e Protege de Doenças
• Maneki-neko Dourado: Traz Riqueza e Prosperidade
• Maneki-neko Prateado: Traz Saúde e Longevidade
• Maneki-neko Rosa: Sucesso no Amor e nos Negócios
• Maneki-neko Verde: Traz Sucesso Acadêmico e Profissional
• Maneki-neko Amarelo: Traz Boas Amizades e Relacionamentos
• Maneki-neko Vermelho: Protege contra os Espíritos malignos e doenças
• Maneki-neko Azul: Ajuda a Realizar os Sonhos

## Significado das patas do Maneki-neko
A forma como a pata está levantada também tem significados específicos. Quanto mais a pata estiver levantada, melhor será.
• Pata Direita Levantada: Traz Sorte e Fortuna
• Pata Esquerda Levantada: Traz Mais Clientes ou Visitantes
• Com as Duas Patas Levantadas: Traz Sorte em Dobro
• Com Sino de Ouro: Traz Sorte, Proteção e Prosperidade
• Com Lenço Vermelho: Chama a Atenção e Traz Boas Energias
• Com Moeda de Ouro: Ajuda a Manter a Riqueza Material
• Passar A Mão na Orelha do Gato Trás Sorte
Algumas pessoas sugerem que o Maneki-neko com a pata direita levantada é mais utilizada para residências, lojas e empresas, enquanto que o Maneki-neko com a pata esquerda levantada, é mais utilizado por estabelecimentos noturnos como bares, casas de gueixas, casas de shows e restaurantes.

## História do Maneki-neko
Para descobrir a origem do Maneki-neko, é necessário analisarmos alguns comportamentos felinos. O gato é um animal tão sensitivo que pressente a chegada de uma pessoa ou então quando uma chuva se aproxima. Essas mudanças em sua rotina o deixam inquieto. Então, ele começa a dar voltas ou esfregar sua face, pois esse tipo de comportamento o tranquiliza. Daí surgiu a história de que se “o gato esfrega a face, é sinal de chuva ou de visita”.
A coleira vermelha com um sino tem origem nos costumes do período Edo (1603 – 1867), quando o gato era um animal de estimação dos aristocratas. As damas da corte agradavam seus gatos, colocando-lhes coleiras vermelhas, feitas de chirimen (um tecido de luxo da época) com um pequeno sino.
Alguns Manekineko seguram um koban (uma moeda de ouro de formato ovalado do Período Edo). Porém, o koban verdadeiro vale apenas um ryo, e o koban do Manekineko representa dez milhões de ryo. Ou seja, trata-se de uma moeda fictícia para simbolizar a fortuna, a riqueza e a prosperidade.

## Lendas sobre a origem do Maneki-neko

### Lenda do Templo Gotokuji
Existem muitas lendas sobre a origem do Maneki-neko e as razões dele ter se tornado um talismã para os japoneses. Uma das mais populares é a Lenda do Templo Gotokuji, que se passa no início do Período Edo (1603-1867) e fala sobre um sacerdote do templo Gotoku-ji, em Tóquio, que tinha um gato.
Apesar de não ser um homem de muitas posses, o sacerdote sempre compartilhava sua refeição com seu gato. Um dia, durante uma tempestade, um samurai se abrigou embaixo de uma árvore e ao olhar em direção ao templo, viu o gato do sacerdote que, aparentemente, parecia acenar para ele.
O samurai deduziu que o gato estava chamando-o para se abrigar no templo, e seguindo sua intuição, foi em direção ao gato. Instantes depois, um raio atingiu a árvore em que estava. Grato pelo gato ter salvado sua vida, o samurai fez do Templo Gotokuji, um local de culto de toda sua família.
O samurai também recompensou o sacerdote e ajudou o templo a prosperar. Quando o gato do sacerdote morreu, foi enterrado em um cemitério especial e como homenagem, uma estátua foi criada à sua semelhança, iniciando, assim, a imagem do gato de sorte que conhecemos atualmente.

### A Cortesã
Outra lenda a respeito do Maneki-neko conta a história de uma gueixa famosa do período Edo, chamada Usugumo, que tinha paixão por seu gato de estimação. Certa noite, seu gato começou a puxar insistentemente a bainha do seu quimono e por mais que ela o afastasse, ele voltava a puxar.
Um amigo espadachim, pensando que o gato estava enfeitiçado, cortou sua cabeça. A cabeça do gatinho voou em direção ao teto e matou uma serpente que estava pronta para dar o bote em Usugumo. Ela ficou arrasada com a morte de seu companheiro e para animá-la, um cliente fez uma estátua em forma de gato para presenteá-la, dando origem ao primeiro Maneki-neko.

### A Senhora Idosa
Outra lenda popular sobre a origem do Maneki-neko, conta sobre uma idosa que tinha um gato que amava muito, mas que foi obrigada a vendê-lo devido à miséria extrema. Pouco tempo depois ele apareceu em seus sonhos e disse para a sua dona fazer uma estátua de barro com sua imagem e semelhança.
Ela assim o fez e posteriormente vendeu a estátua, conseguindo um pouco de dinheiro. Animada devido à esperança de sair da miséria em que se encontrava, a velha senhora resolveu fazer mais estátuas para vender, e depois de um tempo, sua vida tornou-se muito próspera, feliz e saudável.

## 29 de Setembro – Dia do Maneki-neko
O Maneki-neko no Hi (招き猫の日) é comemorado no dia 29 de Setembro e a data foi escolhida pela Associação de Turismo de Seto, cidade localizada na Província de Aichi. Nesta data também acontece o Maneki-neko Matsuri.
Durante o festival, centenas de Gatos da Sorte são espalhados por toda a cidade. As crianças, assim como adultos percorrem as ruas com os rostos pintados como o Maneki-neko. Enfim, trata-se de uma festa bem divertida para os moradores da cidade e para os turistas que visitam a região.
A cidade de Seto também é o lar do Museu do Maneki-neko, onde mais de mil “gatos da sorte” podem ser visto durante todo o ano. Desde 1890, Seto tem sido uma grande fabricante de estátuas do Maneki-neko, além de ser uma das cidades mais antigas na arte da cerâmica, com mais de mil anos de tradição.

## Maneki-neko na mídia
O Maneki-neko está presente também na mídia japonesa. Um exemplo típico é o personagem Meowth de Pokémon, que foi inspirado nesse símbolo da sorte. Outro anime em que o Maneki-neko aparece bem é o Nyankoi, onde o personagem principal acaba sem querer quebrando uma estátua dessas e é amaldiçoado com o estranho poder de entender o que os gatos falam.

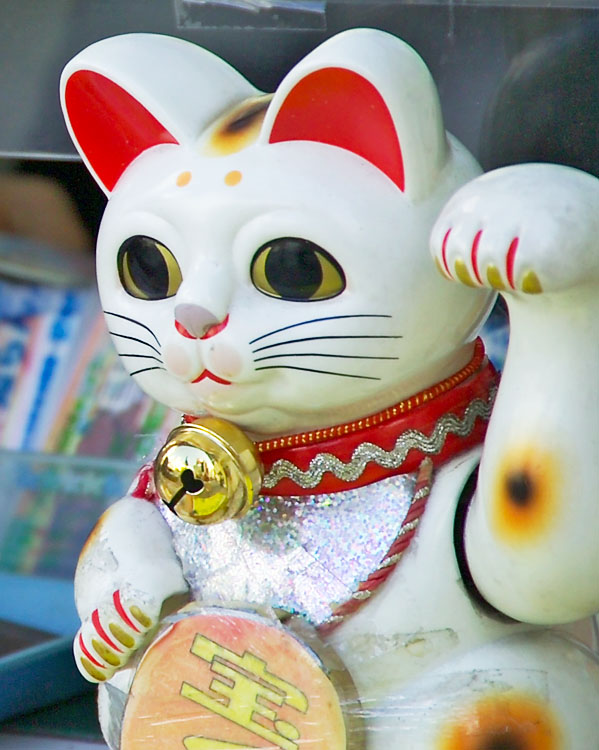
Uma estátua do maneki-neko no museu

No anime “Yu-Gi-Oh!” tem o “Neko Mane King”, uma estátua do Maneki-neko com estilo egípcio. Outra curiosidade interessante é que, segundo dizem, a gatinha mais famosa do Japão, a Hello Kitty, foi inspirada no Maneki-neko.

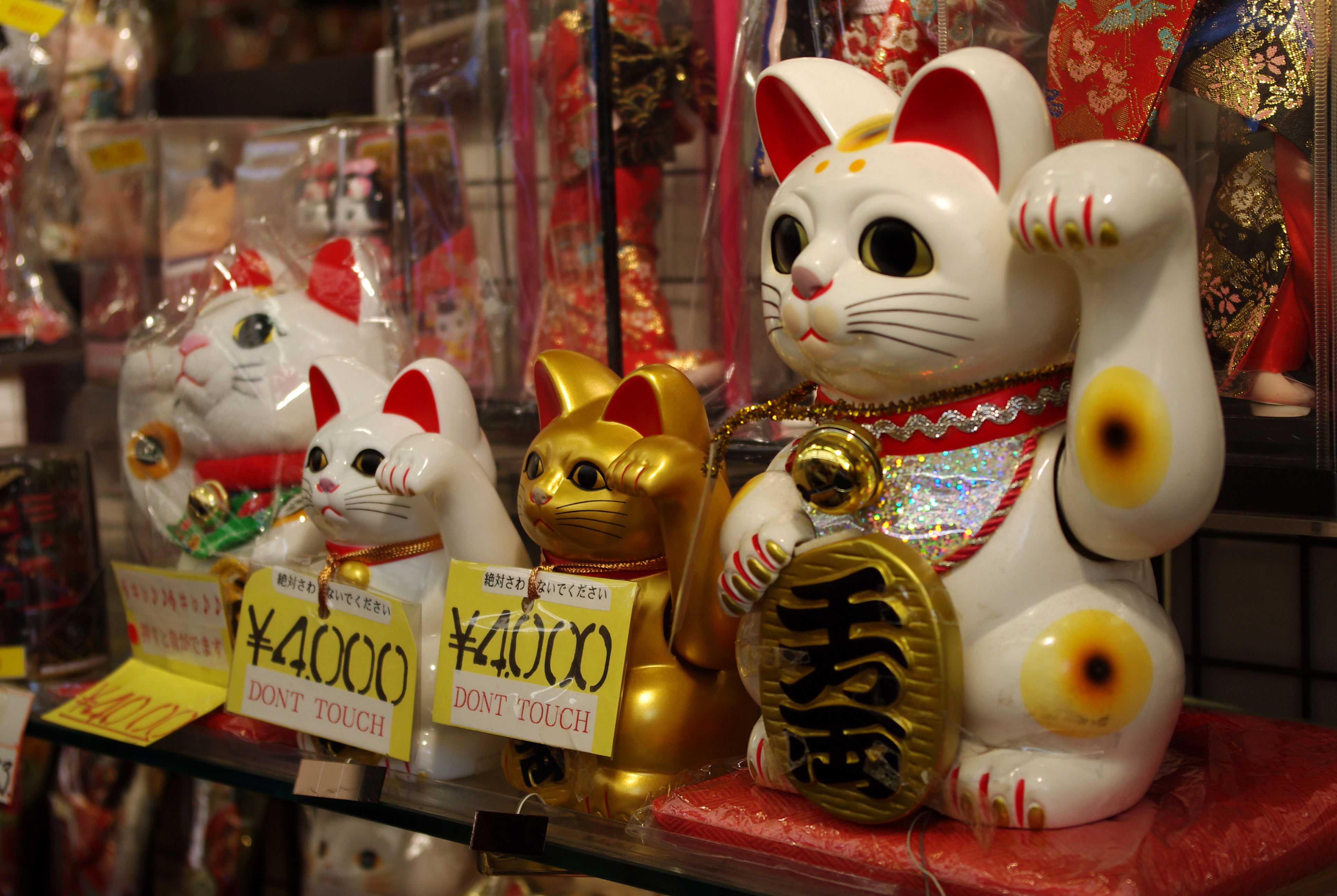
Vários Maneki-neko à venda